# Señorío de Arsuf

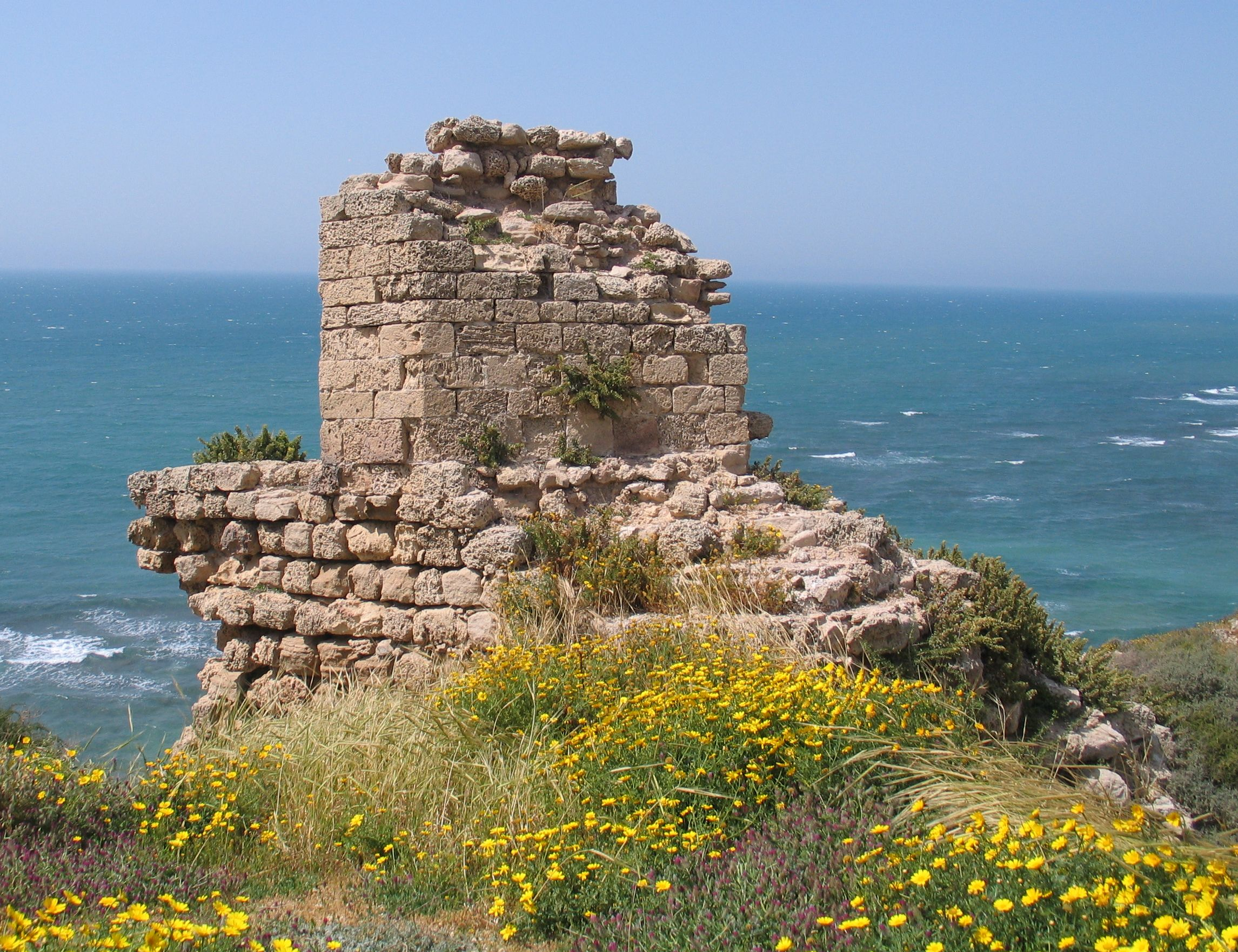
Restos de la muralla cruzada de Arsuf.

El Señorío de Arsuf o Arsur fue un señorío cruzado en el Reino de Jerusalén.

## Historia

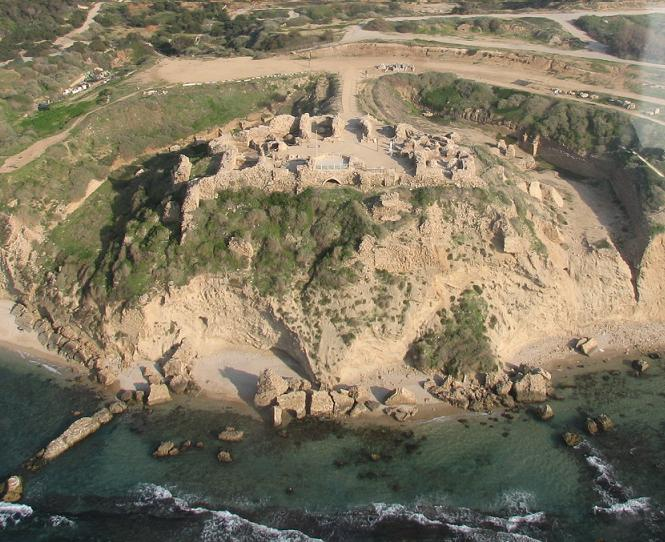
Fortaleza de Arsuf, en Israel, hogar de los señores cruzados de Arsuf.

En 1099, mientras estaba todavía bajo el dominio fatimí, la ciudad recibió el estatus tributario por Godofredo de Bouillón, el primer gobernante franco de Jerusalén; pero en abril de 1101 Arsuf cayó ante su sucesor el rey Balduino I de Jerusalén, con la ayuda de la flota genovesa, y su población fue expulsada. La ciudad y la tierra circundante siguió siendo parte del dominio real hasta alrededor de 1163, cuando Juan de Arsuf aparece como su primer señor independiente. El señorío se extendía hacia el norte hasta el Nahr el Faliq, al sur hasta el Nahr al-Auja (río Yarkon), y al este hasta las colinas de Samaria. En el siglo XII, la ciudad estaba obligada a prestar el servicio militar de cincuenta sargentos. En 1261, los vasallos del señor comprendían seis caballeros y veintiún sargentos.
Guido de Arsuf fue capturado en la batalla de Hattin en julio de 1187, y la ciudad cayó en manos de los musulmanes en agosto. Tres años después Saladino desmanteló sus fortificaciones. La ciudad fue recuperada después de su derrota por Ricardo I de Inglaterra al noreste de la ciudad el 7 de septiembre de 1191. A la muerte del sucesor de Guido, Juan (en o antes de 1198), el señorío pasó a Teobaldo de Orca, el marido de la hermana de Juan, Melisenda; pero después de la muerte de Teobaldo, en 1207 se casó con Juan de Ibelín, señor de Beirut. Su hijo Juan comenzó a fortificar Arsuf en 1241, pero a su muerte en 1258 pasó a su hijo Balián. Incapaz de defender su señorío contra los mamelucos, Balián lo rentó a la Orden del Hospital en 1261 por 4.000 besantes por un año.
En 1263, las fuentes musulmanas registran que los hospitalarios estaban reforzando las murallas, en contra de un acuerdo hecho con el sultán Baibars, quien consecuentemente la sitió en 1265. Después de cuarenta días, el 26 de abril de 1265, los defensores abandonaron la ciudad y se retiraron al castillo, que cayó tres días después, cuando su puerta fue socavada. Unos mil defensores fueron capturados o muertos. Los muros del castillo y de la ciudad habían sido demolidos.

## Señores de Arsuf
- Juan I (1163-¿?)
- Guido (¿?-¿?)
- Juan II (¿?-c. 1198)
- Melisenda
  - Teobaldo de Orca (c. 1198-1207)
  - Juan III (1207-1236)
- Juan IV (1236-1258)
- Balián I (1258-1261, titular desde 1261-1277)
- Juan V (1277-1309)
- Balián II (1309-1333)
- Felipe (1333-1373)